# Gnieszowice (województwo świętokrzyskie)
Gnieszowice – wieś sołecka w Polsce, położona w województwie świętokrzyskim, w powiecie sandomierskim, w gminie Koprzywnica.
W administracji kościelnej rzymskokatolickiej wieś położona w archidiecezji lubelskiej, w diecezji sandomierskiej, w dekanacie koprzywnickim, w parafii pw. św. Floriana.
W latach 1975–1998 miejscowość położona była w województwie tarnobrzeskim.

## Części wsi
| SIMC    | Nazwa       | Rodzaj  |
| ------- | ----------- | ------- |
| 0796559 | Gnieszowice | kolonia |

- Wśród obiektów fizjograficznych występują nazwy: Błonie – pola i pastwiska, Brzocholiny – nieużytki i łąki, Grusica – pola, Lisiny – pola, Mariat – pola i wąwóz, Na Krzykowskiem – pola, Piaski – pola i las, U Jachimowskiej Granicy – pola.

W Gnieszowicach znajduje się obecnie Szkoła Podstawowa i jednostka OSP (z własnym, nowym budynkiem).

W 1998 r. Gnieszowice miały 560 mieszkańców i 157 gospodarstw o łącznej powierzchni 505,19 ha.

## Historia
Wieś Gnieszowice w źródłach historycznych nosi nazwę: Gnieschowicze, Gniessowice, Gnieszowicze, Gniewoszyce, Gnyeschouicze i Gnyeschowycze. Forma Gnieszowice jest utworzona od skróconej postaci imienia: Gniesz, n. os. Gniewosz.
Około 1360 r. część wsi była nadal własnością Bogoriów; władali nią: wdowa po szlachetnym Piotrze oraz jakimś niedziałem (ojcowskim lub braterskim) Mikołaj i Wojciech. Ci ostatni zastawili (na upad) swoją nieruchomość za 50 grzywien opatowi koprzywnickiemu, a w 1370 r. klasztor przejął te dobra na własność, dopłacając wzmiankowanej wdowie 54 grzywny. Natomiast w 1363 r. szlachetni bracia Olbracht (Albert) i Mikołaj wygrali przed sądem ziemskim sandomierskim sprawę o młyn na rzece Koprzywiance z dziedzicami (siedmioma) Byszowa (Byszowskimi).
W 1370 r. ci sami bracia wykupili część wsi Gnieszowice od Bogoriów, a w 1374 r. sprzedali całe swoje dobra opatowi koprzywnickiemu – Konradowią za cenę 500 grzywien, ustanawiając prawo dożywocia (na dwóch działach – sortes) siostrze Wichnie (wdowie po szlachetnym Parkoszu). 2 lata później Wichna z synem Paskiem (dziedzicem Skotnik) zawarła z opactwem koprzywnickim ugodę, na mocy której pozwoliła opatowi odbudować i użytkować rowy po obu brzegach rzeki Koprzywianki (poczynając od młynów w Gnieszowicach aż do wsi Beszyce). Po śmierci Wichny, klasztor objął we władanie niemal całą wieś, a jego folwark nazywany był curia.
Ostatecznie w latach 1377-1391 Skotniccy herby Bogoria władali w Gnieszowicach młynem wodnym (zwany Tuczman) nad rzeką Koprzywianką; sprzedali go ostatecznie opatowi za 50 grzywien.
W 1418 r. bracia (szlachetni ze Skotnik) Mikołaj oraz Jan, zamienili z opatem koprzywnickim swój dział w Gnieszowicach o wartości 100 grzywien na sąsiednią wieś Trzykosy.
W połowie XV wieku Gnieszowice zostały podzielone na 3 właścicieli: dobrze prosperujący folwark klasztorny, który w części (mniejszej) został skupiony przez przedstawicieli szlacheckiej rodziny Bogoriów. W części klasztornej, jeszcze w 1462 roku spotykamy specjalnego wójta sądowego (był nim niejaki Maciej). Dobra szlacheckie należały do rodziny Skotnickich (m.in. Pawła Skotnickiego herbu Bogoria) i Podłęskich (herbu Bogoria).
W roku 1508 z dóbr w Gnieszowicach płacono podatek: klasztor koprzywnicki z 8,5 łana, 17 kmieci i 3 komorników; Skotniccy z 3 łanów kmiecych, 2 zagrodników bez ról i folwarku; a Jan Podłęski z 1 łana i 2 komorników. Pod koniec XVI wieku w Gnieszowicach zaznacza się wzrost własności szlacheckiej (m.in. spadkobiercy Jana Podłęskiego: Jan, Joachim i Przecław dokonali znacznego powiększenia swoich dóbr).
W 1787 r. wieś miała 311 mieszkańców, w tym 5 Żydów, a w 1827 r. 41 domy i 252 mieszkańców. W 1884 r. Gnieszowice miały 56 domów i 336 mieszkańców, oraz 624 morgi ziemi włościańskiej .
W 1920 r. (18. XII.) miał miejsce podział gruntów (pastwisk) położonych pomiędzy Cegielnią i Gnieszowicami; kolejny podział: 24 I 1924 (120 mórg); 18 III 1927 r. Najwyższy Trybunał Administracyjny w Warszawie rozstrzygnął spór w sprawie podziału pastwisk położonych pomiędzy wsiami Cegielnia i Gnieszowice (tzw. Żecholiny, Smugi i Pionki). 16 V 1930 NTA rozstrzygnął także spór o plac pod budowę szkoły powszechnej dla dzieci z Gnieszowic (i wsi Trzykosy) .
W 1929 r. Gnieszowice miały 62 domy i 424 mieszkańców; były dwie klasy Powszechnej Szkoły Publicznej .

## Urodzeni w Gnieszowicach
W Gnieszowicach urodził się Jan Piątkowski (1935), prawnik, Minister Sprawiedliwości (od 18 marca 1993 r. do 7 października 1993 r.) i poseł na Sejm RP (I i III kadencji).

## Archeologia
Historia wsi Gnieszowice sięga wieku XI. Świadczy o tym odkryte na terenie wsi w 1932 r. cmentarzysko pochodzące z okresu wczesnośredniowiecznego (prawdopodobnie z połowy XI wieku). Na terenie grodziska zwanego Szwedzką Górą i w jego pobliżu dokonano odkrycia wykopaliska składającego się z 9 grobów. Prace badawcze, a zarazem ratownicze przeprowadzał mgr Kazimierz Salewicz. Ponadto w 1934 (10 sierpnia) na polu (piaszczystym pagórku) Stanisława Focha wyorano naczynia ze skarbem srebrnym złożonym z kawałków lanego srebra, połamanych ozdób i monet z XI wieku.